# Славко Штанцер
Славко Штанцер (Карловац, 26. јул 1872 — Загреб, 16. јун 1945) био је хрватски генерал, официр у Аустроугарској војсци и Хрватском домобранству.

## Биографија
Славко Штанцер је рођен 26. јула 1872. године у Карловцу. Током Првог свјетског рата био је пуковник у Аустроугарској војсци и на ратишту у Србији је изгубио руку. Био је заповједник Мирославу Крлежи и Јосипу Брозу Титу. За вријеме Краљевине Југославије није био у војној служби.
Послије проглашења Независне Државе Хрватске, 12. априла 1941. године проглашен је за заповједника Копнених снага НДХ, а 19. априла исте године је добио чин генерала пјешадије. Добио је и титулу витеза.
Након слома НДХ повлачи се у Аустрију и 15. маја се предаје. Пребачен је у Загреб, гдје га је војни суд 2. армије 15. јуна 1945. године осудио на смрт. Ноћ 16. јуна, уочи извршења казне, преминуо је од срчаног удара.